# Aïn Larbi
Aïn Larbi (în arabă عين العربى) este o comună din provincia Guelma, Algeria.
Populația comunei este de 7.604 locuitori (2008).